# Kàmixevka (Rostov)
|  | Per a altres significats, vegeu «Kàmixevka». |

Kàmixevka (en rus: Камышевка) és un poble (un khútor) de l'óblast de Rostov, a Rússia, segons el cens del 2010 tenia 1.374 habitants, és la seu administrativa del districte homònim.